# Leucophanes pucciniferum
Leucophanes pucciniferum är en bladmossart som beskrevs av C. Müller 1883. Leucophanes pucciniferum ingår i släktet Leucophanes och familjen Calymperaceae. Inga underarter finns listade i Catalogue of Life.